# Inoceramus
Inoceramus (у пер. з грецької — «міцний горщик») — викопний рід морських птеріоморфових двостулкових молюсків, які зовні нагадують споріднених крилатих перлинистих устриць з сучасного роду Pteria. Вони існували з ранньої юри до кінця пізньої крейди.

## Таксономія
Таксономія іноцерамід є спірною, і такі роди, як Platyceramus, іноді класифікуються як підрід в Inoceramus. Також кількість дійсних видів у цьому роді є спірною.

## Опис
Іноцераміди мали товсті оболонки, що складалися з «призм» кальциту, відкладених перпендикулярно до поверхні, а невивітрені скам'янілості зазвичай зберігають перламутровий блиск мушлі, яку вони мали за життя. Більшість видів мають помітні лінії росту, які виглядають як підняті півкола, концентричні до зростаючого краю мушлі.
У 1952 році величезний екземпляр Inoceramus steenstrupi довжиною 187 см був знайдений у Кілакітсоку, на півострові Нуусуак, Гренландія. Вік скам'янілості — 83 мільйони років, це верхній сантонський або нижній кампанський ярус. Палеонтологи припускають, що гігантські розміри деяких видів були пристосуванням до життя в каламутних придонних водах, з відповідно великою площею зябер, що дозволило б тварині виживати у водах з дефіцитом кисню.

## Вибрані види
- †I. aequicostatus Voronetz, 1937
- †I. albertensis McLearn, 1926
- †I. altifluminis McLearn, 1943
- †I. americanus Walaszczyk & Cobban, 2006
- †I. andinus Wilckens, 1907
- †I. anglicus Woods, 1911
- †I. anilis Pcelinceva, 1962
- †I. anomalus Heine, 1929
- †I. anomiaeformis Feruglio, 1936
- †I. apicalis Woods, 1912
- †I. arvanus Stephenson, 1953
- †I. bellvuensis
- †I. biformis Tuomey, 1854
- †I. brownei Marwick, 1953
- †I. carsoni McCoy, 1865
- †I. comancheanus
- †I. constellatus Woods, 1904
- †I. corpulentus McLearn, 1926
- †I. coulthardi McLearn, 1926
- †I. cuvieri Sowerby, 1814
- †I. dakotensis
- †I. dominguesi Maury, 1930
- †I. dowlingi McLearn, 1931
- †I. dunveganensis McLearn, 1926
- †I. elburzensis Fantini, 1966
- †I. everesti Oppel, 1862
- †I. fibrosus Meek & Hayden, 1857
- †I. formosulus Voronetz, 1937
- †I. fragilis Haal & Meek, 1856
- †I. frechi Flegel, 1905
- †I. galoi Boehm, 1907
- †I. gibbosus
- †I. ginterensis Pergament, 1966
- †I. glacierensis Walaszczyk & Cobban, 2006
- †I. haast Hochstetter, 1863
- †I. howelli White, 1876
- †I. incelebratus Pergament, 1966
- †I. inconditus Marwick, 1953
- †I. kystatymensis Koschelkina, 1960
- †I. lamarcki Parkinson, 1819
- †I. lateris Rossi de Gargia & Camacho, 1965
- †I. mesabiensis Bergquist, 1944
- †I. morii Hayami, 1959
- †I. multiformis Pergament, 1971
- †I. mytiliformis Fantini, 1966
- †I. nipponicus Nagao & Matsumoto, 1939
- †I. perplexus
- †I. pictus
- †I. pontoni McLearn, 1926
- †I. porrectus Voronetz, 1937
- †I. prefragilis Stephenson, 1952
- †I. proximus'' Tuomey, 1854
- †I. pseudolucifer Afitsky, 1967
- †I. quenstedti Pcelinceva, 1933
- †I. robertsoni Walaszczyk & Cobban, 2006
- †I. saskatchewanensis Warren, 1934
- †I. selwyni McLearn, 1926
- †I. sokolovi Walaszczyk & Cobban, 2006
- †I. steenstrupi de Loriol, 1883
- †I. steinmanni Wilckens, 1907
- †I. subdepressus Meek & Hayden, 1861
- †I. tenuirostratus Meek & Hayden, 1862
- †I. triangularis'' Tuomey, 1854
- †I. undabundus Meek & Hayden, 1862
- †I. ussuriensis Voronetz, 1937

## Розповсюдження

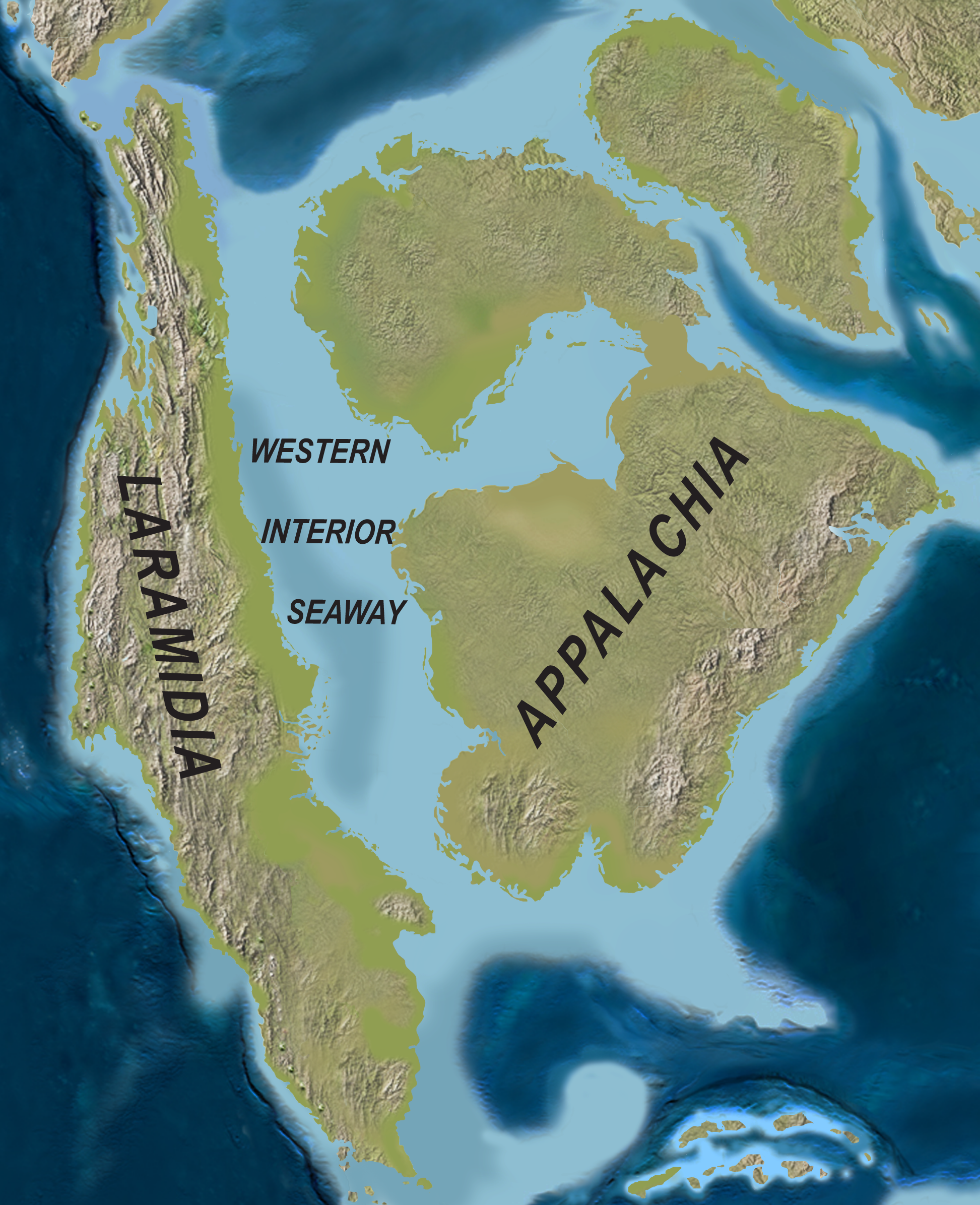
Західний внутрішній морський шлях, який охоплював Північну Америку в крейдяному періоді

Види Inoceramus були поширені по всьому світу протягом крейдяного та юрського періодів (від 189,6 до 66,043 млн років). Багато прикладів можна знайти в сланцю П'єра Західного внутрішнього морського шляху в Північній Америці. Inoceramus також можна знайти у великій кількості в крейдяній глині Голт, що лежить в основі Лондона. Інші місця для цієї скам'янілості включають острів Ванкувер, Британська Колумбія, Колумбія (формація Хіло, формація Толіма та Ла-Фронтера, Бояка, Кундінамарка та Уіла), Іспанія, Франція, Німеччина, Афганістан, Албанія, Алжир, Ангола, Антарктида, Аргентина, Австралія, Австрія, Бразилія, Болгарія, Канада (Альберта, Північно-Західні Території, Нунавут, Саскачеван, Юкон), Чилі, Китай, Куба, Чехія, Данія, Еквадор, Єгипет, Угорщина, Індія, Індійський океан, Іран, Італія, Ямайка, Японія, Йорданія, Кенія, Лівія, Мадагаскар, Мексика, Марокко, Мозамбік, Непал, Нова Каледонія, Нова Зеландія, Нігерія, Папуа-Нова Гвінея, Перу, Польща, Російська Федерація, Саудівська Аравія, Сербія та Чорногорія, Південна Африка, Швеція, Швейцарія, Туніс, Туреччина, Туркменістан, Сполучене Королівство, США (Алабама, Аляска, Аризона, Арканзас, Каліфорнія, Колорадо, Делавер, Айдахо, Айова, Канзас, Меріленд, Міннесота, Міссісіпі, Монтана, Небраска, Нью-Джерсі, Нью-Мексико, Північна Кароліна, Північна Дакота, Орегон, Південна Кароліна, Південна Дакота, Теннессі, Техас, Юта, Вашингтон, Вайомінг) і Венесуела.

## Галерея

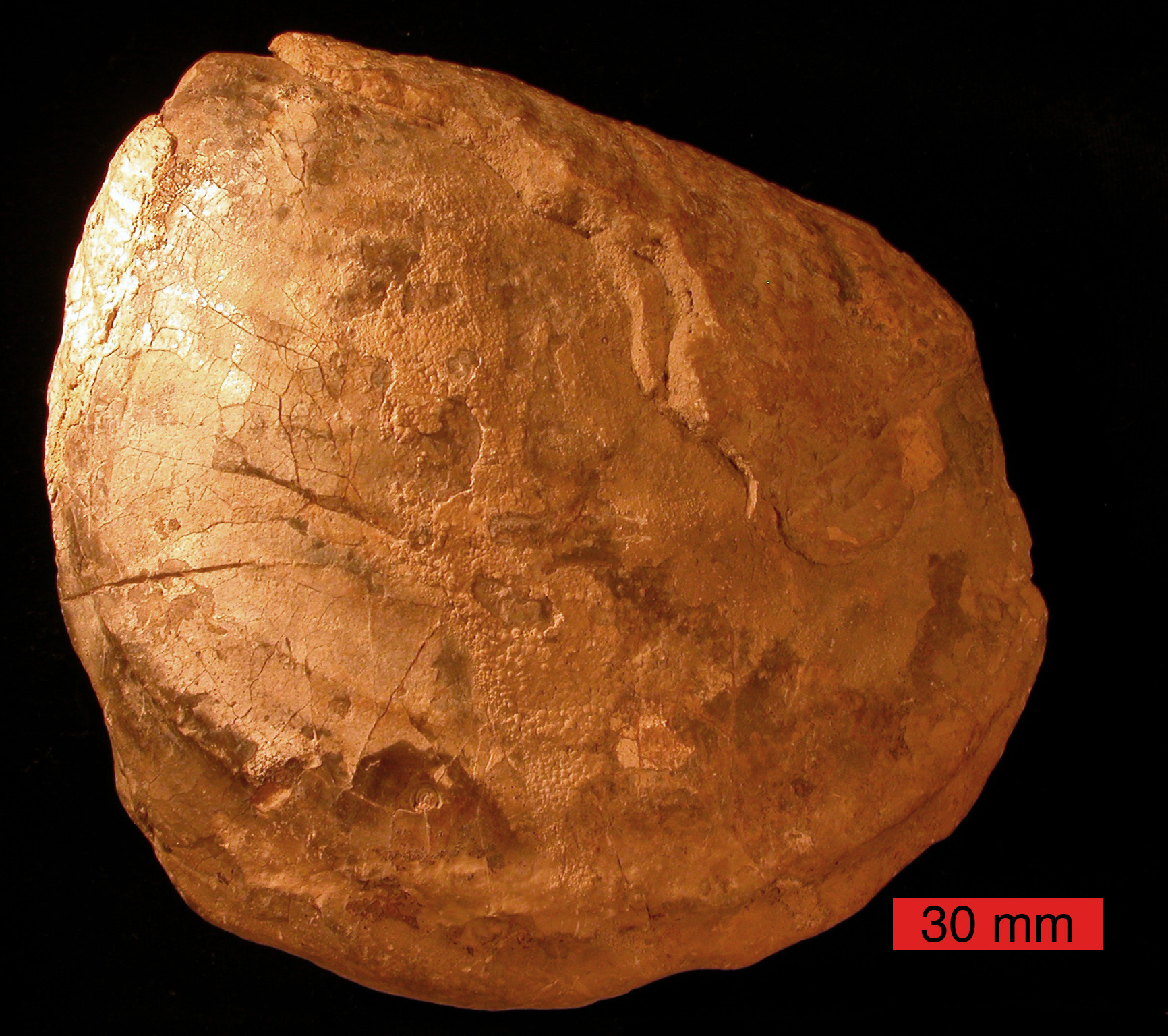
Inoceramus з крейд Південної Дакоти
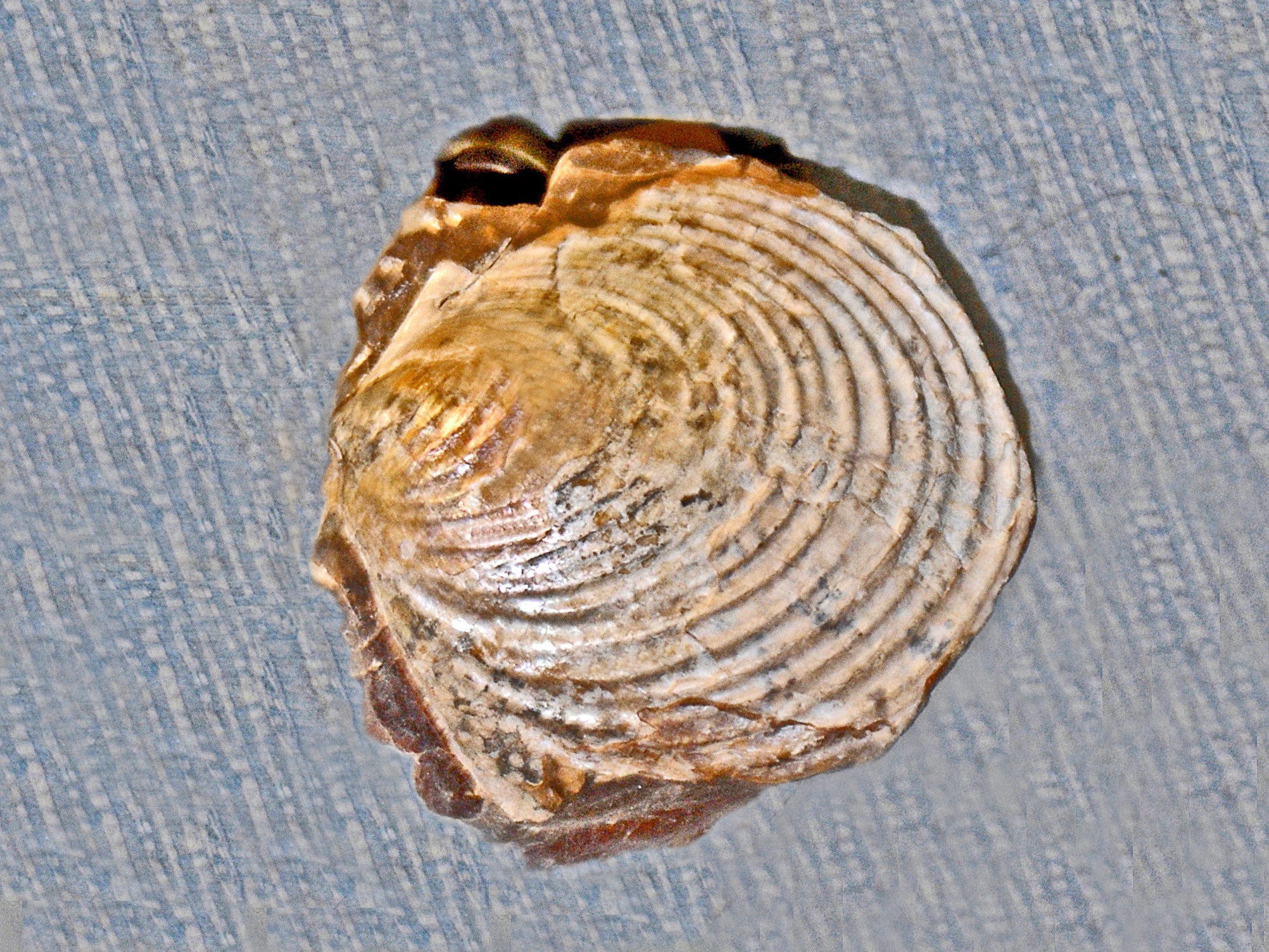
Inoceramus proximus
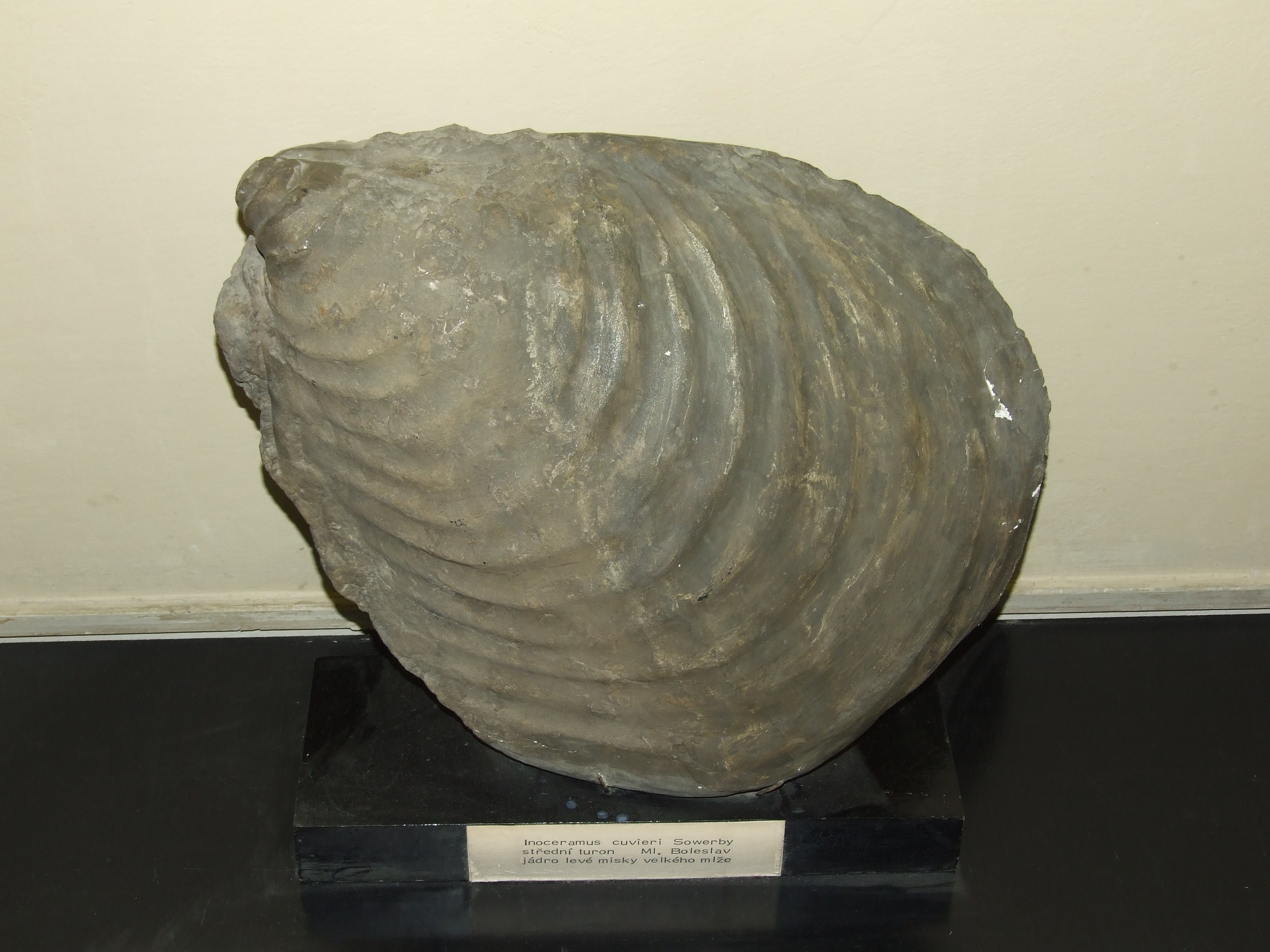
Inoceramus cuvieri
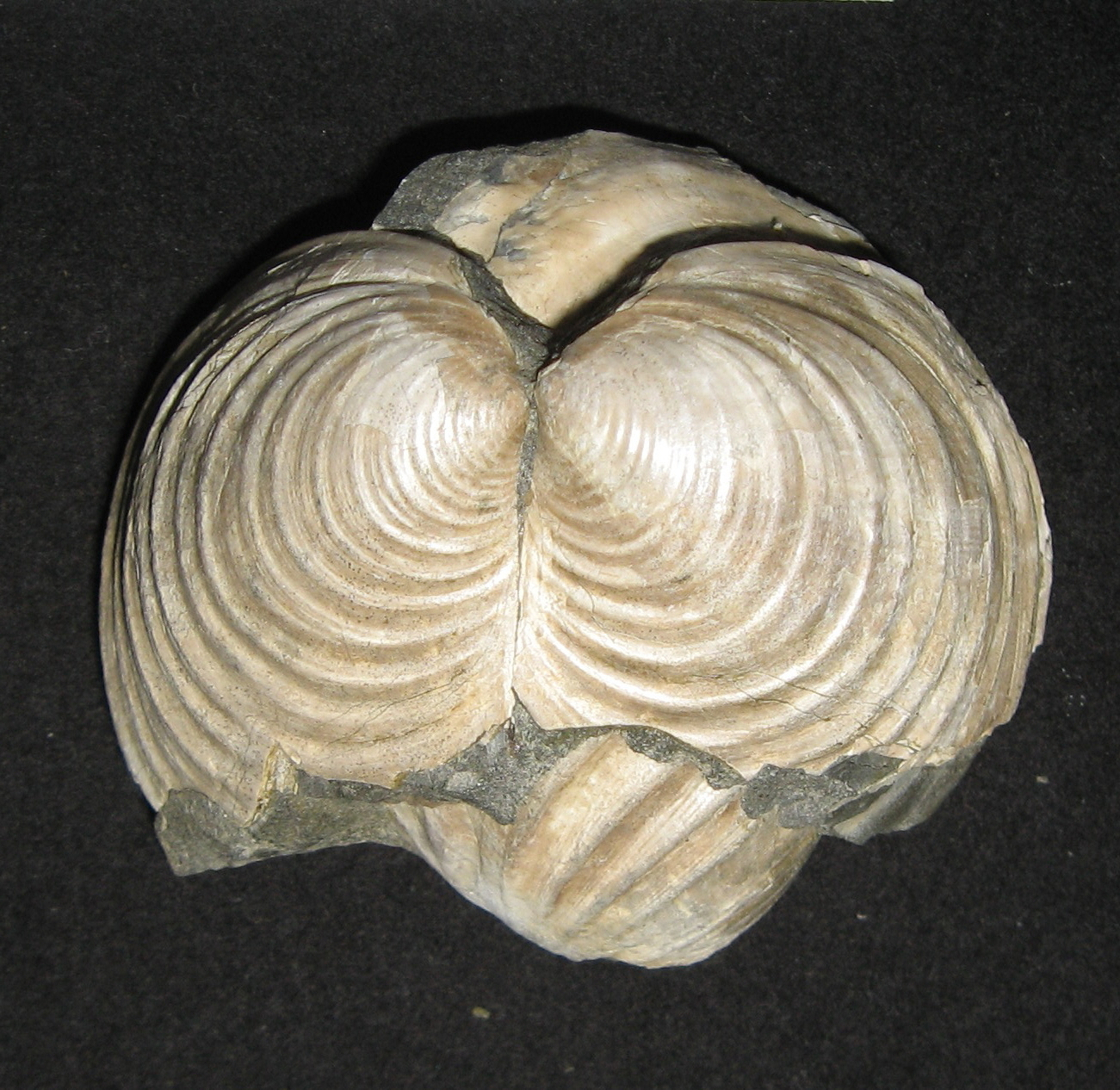
Inoceramus vancouverensis
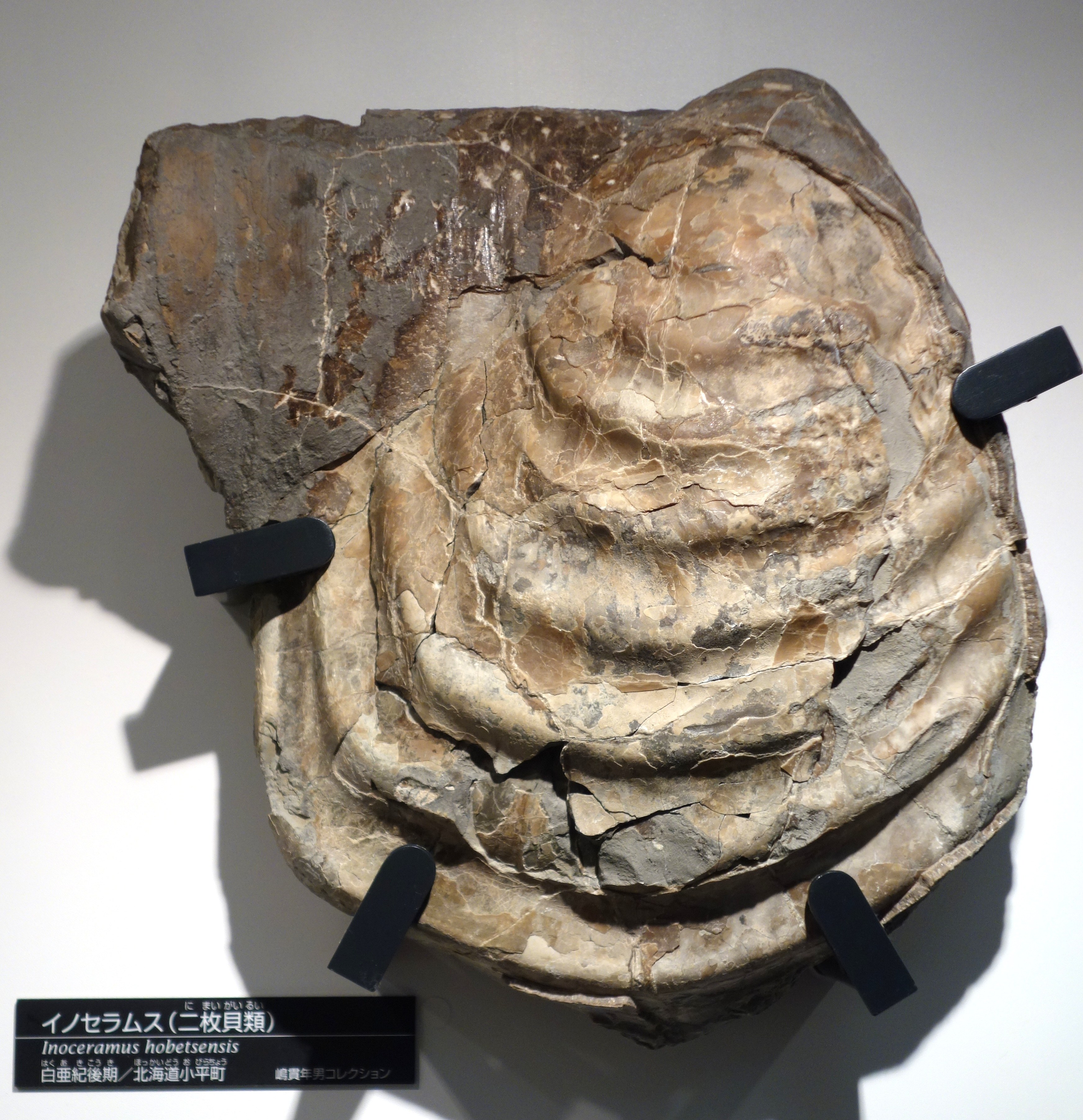
Inoceramus hobetsensis